# Johann Jakob Dachs
Johann Jakob Dachs (* 24. Juni 1667 in Zofingen; † 16. August 1744 in Bern) war ein Schweizer evangelischer Geistlicher.

## Leben
Johann Jakob Dachs war der Sohn von Hans Dachs (* 1640 in Bern; † 1735) und dessen Ehefrau Magdalena (geb. Berner). 1689 begann er, gemeinsam mit Samuel Güldin und Samuel Schumacher, an der Universität Genf sein Theologiestudium. Er war seit 1692 Kandidat an der Oberen Spitalkirche in Bern und gehörte seit 1695 als Pfarrer in Holderbank zu den führenden bernischen Pietisten. 1714 wurde er Helfer und 1717 Pfarrer am Berner Münster. In der Zeit von 1732 bis 1744 war er Pastor primarius am Berner Münster und Dekan des Kapitels Bern. Johann Jakob Dachs war verheiratet mit Katharina, Tochter von Niklaus Engelhard († 1689), Pfarrer zu Oberhofen und Pfarrer zu Hilterfingen. Gemeinsam hatten sie vier Kinder.

### Pietistisches Wirken
1699 wurde er im grossen Berner Pietistenprozess des Grossen Rats zwar wegen der Verbreitung verbotener Literatur, unter anderem von Christian Hoburg, und wegen seiner auswärtigen Kontakte verurteilt, aber im Amt belassen. Er vertrat bei der Inspektion der Lausanner Akademie 1719 in den umstrittenen Punkten der Formula Consensus und des Berner Assoziationseides eine konziliante Haltung und redigierte mit Auguste de Trey (1683–1756) die erste, eigens für die Kirche der Waadt bestimmte Liturgie von 1725, und war vermutlich der Urheber der französischen Ausgabe des Berner Synodus von 1732. An der Karriere von Johann Jakob Dachs wird deutlich, wie der Pietismus allmählich eine kirchliche Integration erfuhr.

## Schriften (Auswahl)
- Johann Jakob Dachs; Auguste de Trey: Les Prieres Ecclesiastiques Et La Maniere De Célébrer Le Service Divin: Avec Les Liturgies Du Bapteme, De La Sainte Cene, Et Du Mariage : Pour L'Usage Des Eglises Du Pays-de-Vaud. Bern 1725.